# Ulica Suraska w Białymstoku

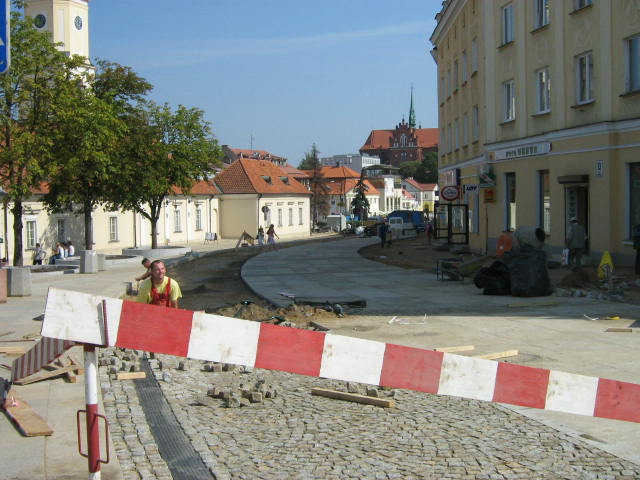
Ulica Suraska w przebudowie z 10 sierpnia 2009 roku

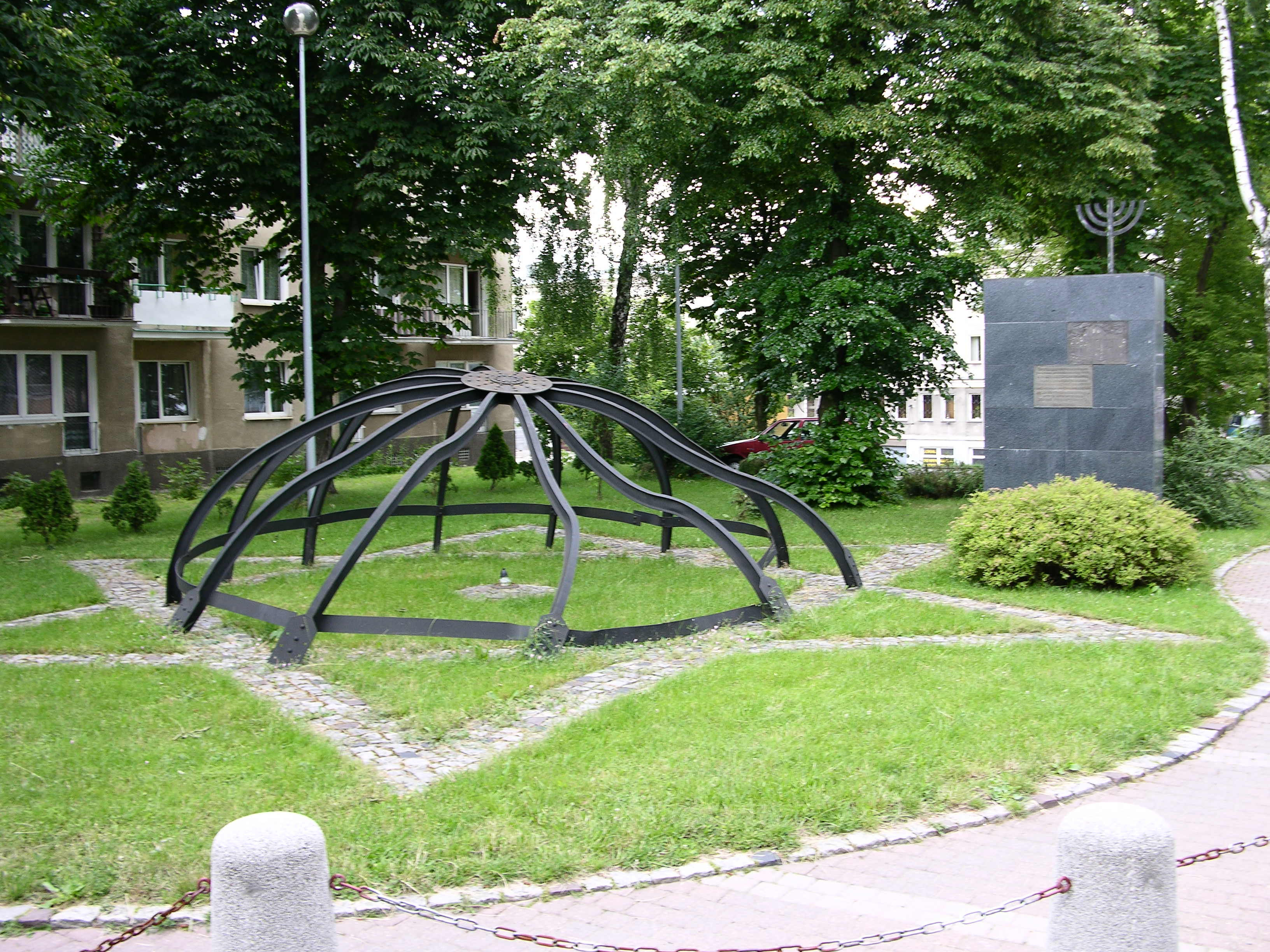
Pomnik wydarzeń z roku 1941 – Kopuła synagogi

Ulica Suraska – reprezentacyjna ulica w centrum Białegostoku, ciągnąca się od rynku Kościuszki do placu Niezależnego Zrzeszenia Studentów.

## Pochodzenie nazwy
Nazwa ulicy pochodzi od miejscowości Suraż, który od XV wieku był miastem grodzkim i obok Drohiczyna (stolicy województwa podlaskiego w czasach I Rzeczypospolitej) został włączony do Korony Polskiej w roku 1520.

## Historia ulicy
Z rynku Kościuszki na plac Niezależnego Zrzeszenia Studentów prowadzi krótka ulica Suraska. Kończy się ona w północno-wschodnim rogu placu, między gmachem prokuratury a budynkiem zajmowanym między innymi przez dużą Księgarnię Rolniczą. Pod adresem Suraska 1 wisi na ścianie tablica upamiętniająca śmierć 3000 Żydów spalonych żywcem w Wielkiej Synagodze zamordowanych przez Niemców podczas likwidacji żydowskiej dzielnicy Chanajki. Na zapleczu ulicy, obok budynku PZU i BGŻ, odsłonięty został w roku 1995 pomnik składający się z obelisku i fragmentów wielkiej kopuły synagogi. W miejscu tym stała w latach 1913–1941 jedna z głównych bożnic Białostocczyzny. Była to okazała, dwukondygnacyjna budowla, pokryta dachem z trzema kopułami. W sali na parterze, przeznaczonej dla mężczyzn, mogło jednocześnie przebywać 600 osób, w babińcu na piętrze – 500 kobiet. Synagoga ta, wypełniona około 700 Żydami została spalona przez Niemców 27 czerwca 1941 roku.

## Otoczenie
Przy ulicy Suraskiej znajdują się m.in.: 
- Redakcja „Gazety Współczesnej”,
- Oddział Regionalny NSZZ „Solidarność” w Białymstoku
- I Inspektorat PZU SA
- BGŻ Oddział w Białymstoku
- pomnik upamiętniający wielką Synagogę
- rzeźba nawiązująca do miejsc i wydarzeń związanych z teatrem lalek
- Prokuratura rejonowa